# Renacimiento bengalí
El Renacimiento bengalí (en bengalí: বাংলার নবজাগরণ, romanizado: Bāṅlār Nôbôjāgôrôṇ) fue un movimiento cultural, social, intelectual y artístico que tuvo lugar en la región de Bengala de la India británica, desde finales del siglo XVIII hasta principios del siglo XX. Los historiadores han rastreado los inicios del movimiento hasta la victoria de la Compañía Británica de las Indias Orientales en la batalla de Plassey de 1757, así como en las obras del reformador Ram Mohan Roy, considerado el "padre del Renacimiento indio", nacido en 1772. Nitish Sengupta afirmó que "se puede decir que el movimiento [...] terminó con Rabindranath Tagore", el primer Premio Nobel de Asia.
Durante casi dos siglos, el renacimiento bengalí fue testigo de la transformación radical de la sociedad india, y sus ideas se han atribuido al surgimiento del pensamiento y la actividad anticolonialista y nacionalista de la India durante este período. La base filosófica del movimiento fue su versión única del liberalismo y la modernidad. Según Sumit Sarkar, los pioneros y las obras de este período fueron venerados y considerados con nostalgia durante los siglos XIX y XX, sin embargo, debido a un nuevo enfoque en sus orígenes colonialistas, surgió una visión más crítica en la década de 1970.
El renacimiento bengalí fue liderado predominantemente por hindúes bengalíes, Quienes en aquel entonces eran social y económicamente más adinerados en la Bengala colonial y, por lo tanto, estaban mejor preparados para acceder a la educación superior como comunidad. Entre las figuras más conocidas se encuentran el reformador social Ram Mohan Roy, la filántropa Rani Rashmoni, el escritor Rabindranath Tagore y el físico Satyendra Nath Bose. Entre las principales figuras musulmanas del movimiento se encuentran miembros de la familia Suhrawardy, el poeta y músico Kazi Nazrul Islam y el escritor Rokeya Sakhawat Hussain.

## Antecedentes
El Renacimiento bengalí fue un movimiento caracterizado por un despertar sociopolítico en las artes, la literatura, la música, la filosofía, la religión, la ciencia y otros campos de investigación intelectual. El movimiento cuestionó las costumbres y rituales existentes en la sociedad india —en particular, el sistema de castas y la práctica del sati (idolatría)—, así como el papel de la religión y el gobierno colonial. A su vez, el Renacimiento bengalí abogó por una reforma social que se adhiriera a los ideales secularistas, humanistas y modernistas. Desde Rabindranath Tagore hasta Satyendra Nath Bose, el movimiento vio surgir figuras importantes, cuyas contribuciones aún influyen en las obras culturales e intelectuales actuales.
Aunque el Renacimiento bengalí fue liderado y dominado por hindúes de castas superiores, los musulmanes bengalíes desempeñaron un papel transformador en el movimiento, así como en la configuración de la sociedad india colonial y poscolonial. Ejemplos de hombres y mujeres musulmanes bengalíes del renacimiento incluyen a Kazi Nazrul Islam, Ubaidullah Al Ubaidi Suhrawardy y Rokeya Sakhawat Hussain. En lo que respecta a la reforma cultural y religiosa, en 1926 se creó el Movimiento para la Libertad de Intelecto para desafiar las costumbres y los dogmas sociales de la sociedad musulmana bengalí.
Desde mediados del siglo XVIII, la provincia de Bengala, y más concretamente su capital, Calcuta, fue el centro del poder británico en la India. La región fue la base del dominio imperial británico hasta el traslado de la capital a Delhi en 1911. Antes del control de la Corona, el poder británico estaba en manos de la Compañía Británica de las Indias Orientales, que con el tiempo se volvió cada vez más rentable e influyente políticamente, estableciendo relaciones diplomáticas con los gobernantes locales y construyendo ejércitos para proteger sus propios intereses.
Durante este tiempo, en parte a través de la batalla de Plassey de 1757 contra los nabab de Bengala y sus aliados franceses, y en parte a través de la caída del Imperio mogol, la compañía pudo adquirir un extenso territorio en la cuenca de Bengala y el Ganges. Sin embargo, los gastos de estas guerras amenazaron la situación financiera de la compañía, y se aprobó la Ley de Regulación de 1773 para estabilizar la EIC y someterla a cierto control parlamentario. Posteriormente, en las siguientes décadas, se fueron implementando leyes que fueron endureciendo progresivamente los controles sobre la compañía, pero la Rebelión de la India de 1857 obligó al Parlamento británico a aprobar la Ley de Gobierno de la India de 1858, que supuso la liquidación de la EIC y la transferencia del poder a la Corona británica.

## Orígenes

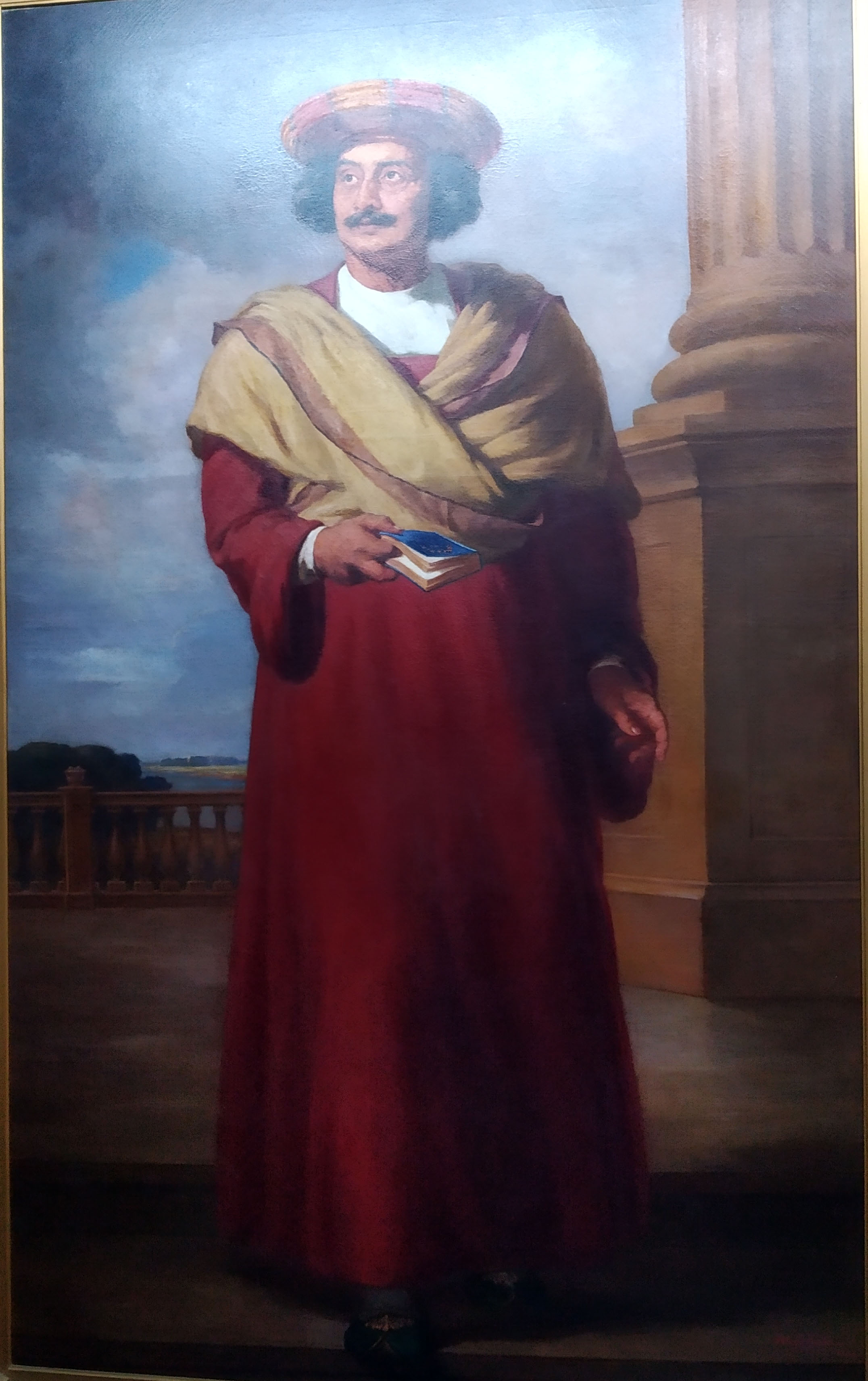
Ram Mohan Roy es considerado el padre del Renacimiento bengalí.

El Renacimiento bengalí se originó en la presidencia de Bengala del Imperio británico en la India, pero más específicamente, en su ciudad capital, Calcuta. Esta metrópolis colonial fue la primera ciudad no occidental en utilizar métodos de enseñanza británicos en su sistema escolar. En 1817, la élite urbana liderada por raja Ram Mohan Roy cofundó el Hindu College o Presidency College en Calcuta, hoy conocido como Universidad de la Presidencia, la única institución de educación superior de estilo europeo en Asia en ese momento. La ciudad también albergaba una biblioteca pública, la Biblioteca Imperial, ahora Biblioteca Nacional de la India, y se publicaban periódicos y libros regularmente tanto en bengalí como en inglés. «La lengua y la literatura impresas desempeñaron un papel vital en la formación de ideas e identidades en la Bengala colonial desde el siglo XVIII», escribe Anindita Ghosh, y añade: «… las culturas de la imprenta comercial, emanadas de numerosas imprentas baratas en Calcuta y sus suburbios, difundieron una amplia gama de preferencias literarias que brindaron un espacio a diferentes sectores de la clase media bengalí para expresar sus propias inquietudes».
La presidencia de Bengala fue la base del gobierno de la Compañía Británica de las Indias Orientales hasta el derrocamiento del nabab de Bengala en la batalla de Plassey en 1757, que marcó la consolidación del poder de la Corona en la India. Muchos historiadores poscoloniales sitúan los orígenes del Renacimiento bengalí en estos acontecimientos, argumentando que el movimiento fue tanto una reacción a la violencia y la explotación del Raj británico como un producto de la promoción de la educación inglesa por parte del Imperio en la región como parte de sus "misiones civilizadoras". Por ejemplo, Sivanath Sastri señala que Charles Grant, un político británico influyente en los asuntos de la India que también se desempeñó como presidente de la Compañía de las Indias Orientales, "propuso que se diera una educación completa a las diferentes razas que habitaban el país, [y] que se les predicara el Evangelio...".Además, Arabinda Poddar sostiene que la educación inglesa de los bengalíes tenía como objetivo crear "meros esclavos políticos", argumentando que "el papel civilizador de la educación inglesa enfatizaba la necesidad de crear una clase de anglófilos que tuvieran una existencia intermedia entre gobernantes y gobernados".
Otros historiadores citan las obras del "padre del Renacimiento bengalí", Ram Mohun Roy, como el inicio del Renacimiento bengalí. En 1829, Roy cofundó el movimiento Brahmo Sabha, que más tarde Debendranath Tagore rebautizó como Brahmo Samaj. Fue un influyente movimiento de reforma socioreligiosa que hizo contribuciones significativas al Renacimiento, así como a la creación de la sociedad india moderna.